# Orobanche minor
Il succiamele minore (nome scientifico Orobanche minor Sm., 1797)  è una pianta parassita, appartenente alla famiglia delle Orobanchaceae.

## Etimologia
Il nome generico (Orobanche) deriva da due termini greci òrobos (= legume) e anchéin (= strozzare) e indicano il carattere parassitario di buona parte delle piante del genere di questa specie soprattutto a danno delle Leguminose (nell'antica Grecia questo nome era usato per una pianta parassita della "veccia" - Vicia sativa). L'epiteto specifico (minor - "minore" nella lingua latina) indica una pianta non molto alta.
Il binomio scientifico della specie è stato definito dal entomologo e botanico inglese, fondatore e primo presidente della Linnean Society di Londra, James Edward Smith (1759-1828) nella pubblicazione "English Botany 6 1797" del 1797.

## Descrizione
Queste piante sono alte da 10 a 15 cm (raramente raggiungono al massimo 60 cm). La forma biologica è terofita parassita (T par), sono piante erbacee che differiscono dalle altre forme biologiche poiché, essendo annuali, superano la stagione avversa sotto forma di seme e sono munite di asse fiorale eretto e spesso privo di foglie. In questa specie sono presenti anche piante con forme biologiche perenni tipo geofite parassite (G par), sono piante provviste di gemme sotterranee e radici che mostrano organi specifici per nutrirsi della linfa di altre piante (sono quindi piante parassite). Non contengono clorofilla per cui nel secco si colorano di bruno-chiaro.

### Radici
Le radici sono fascicolate e si diramano da un bulbo o rizoma centrale. Nella parte finale sono provviste di austori succhianti che parassitano l'apparato radicale delle piante ospiti.

### Fusto
La parte aerea del fusto è eretta e semplice (non ramosa). La sezione è cilindrica, nelle piante più alte è scanalata; a volte è presente un ingrossamento nella parte basale. Gli scapi terminali sono sempre fioriferi (mai sterili).

### Foglie
Le foglie sono ridotte a delle squame spiralate ed hanno delle forme da lanceolate a più o meno triangolari. Non sono fotosintetizzanti. Dimensione delle foglie: larghezza 3 – 5 mm; lunghezza 12 – 16 mm.

### Infiorescenza
Le infiorescenze, a forma di spiga o racemo più o meno denso, sono interrotte alla base (i fiori sono distanziati), mentre l'apice è tronco. Le brattee dell'infiorescenza sono del tipo triangolare con base allungata. Dimensione dell'infiorescenza: larghezza 2 - 2,5 mm; lunghezza 5 – 10 mm. Dimensione delle brattee: larghezza 3 – 5 mm; lunghezza 7 – 15 mm.

### Fiore

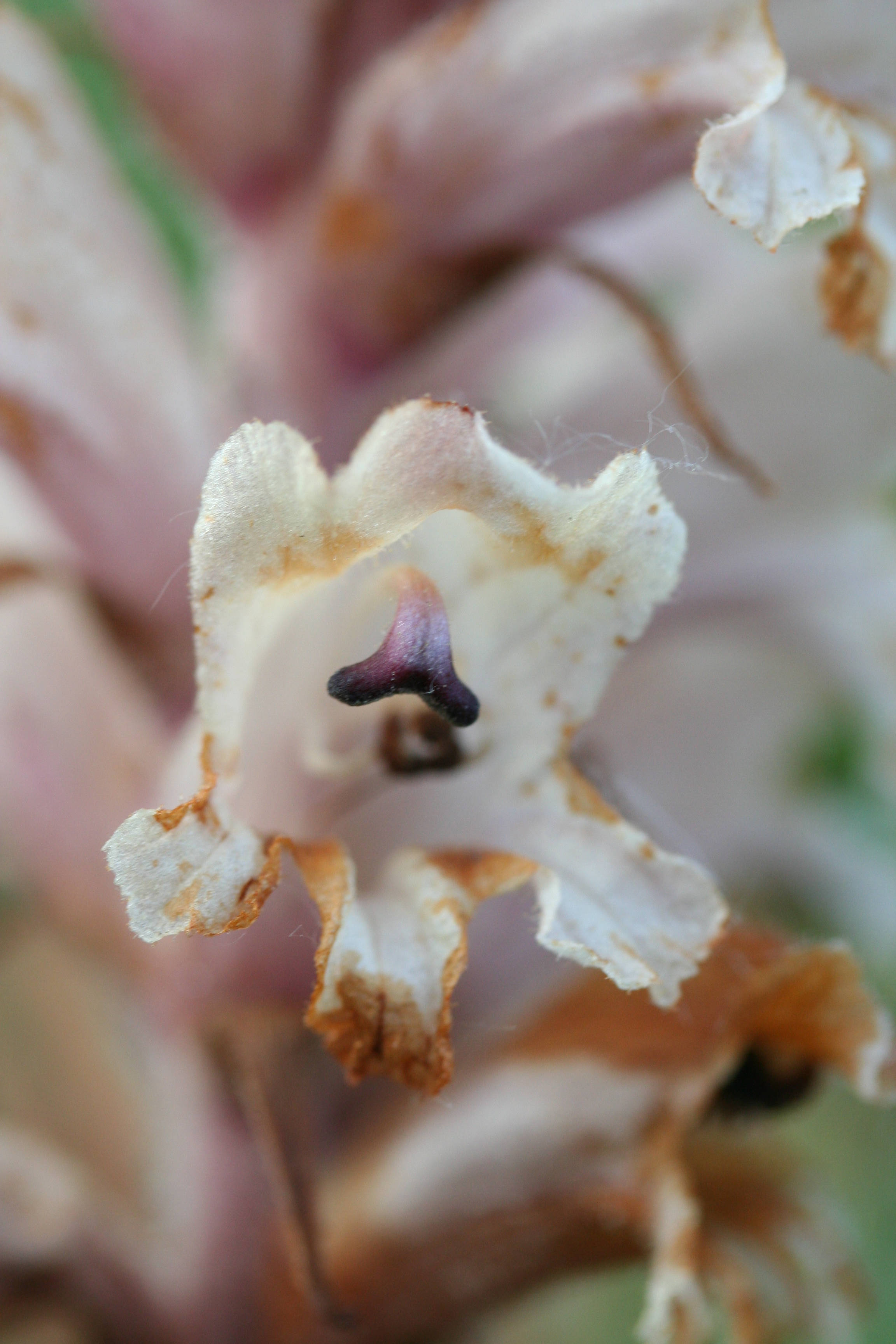
Il fiore

I fiori sono ermafroditi, zigomorfi (del tipo bilabiato), tetrameri, ossia con quattro verticilli (calice – corolla - androceo – gineceo) e pentameri (la corolla è a 5 parti, mentre il calice anch'esso a 5 parti spesso è ridotto). In questa specie i fiori alla base sono avvolti da 3 elementi: in posizione centrale è presente una brattea; su entrambi i lati è presente una lacinia calicina profondamente bifida (non sono presenti le bratteole). Lunghezza totale del fiore: 10 – 18 mm.
- Formula fiorale: per questa pianta viene indicata la seguente formula fiorale:[6]

X, K (4/5), [C (2+3), A 2+2], G (2), (supero), capsula
- Calice: il calice è gamosepalo a 3 parti, ossia quattro sepali saldati 2 a 2 tipo lacinie ben separate o collegate alla base, più una brattea centrale. Dimensione del calice: 8 – 11 mm.
- Corolla: la corolla, di tipo personato, è simpetala e consiste in un tubo cilindrico terminante in un lembo bilabiato; dei due labbri quello superiore è bilobo o retuso, mentre quello inferiore è trilobato con lobo centrale glabro e maggiore di quelli laterali. La superficie della corolla è pubescente, ed è colorata di giallo soffuso di violetto verso l'apice. Dimensione della corolla: 10 – 15 mm.
- Androceo: l'androceo possiede quattro stami didinami (due grandi e due piccoli). I filamenti sono pelosi (nella metà inferiore) e sono inseriti a 2 – 3 mm dalla base della corolla. Le antere, glabre, sono disposte trasversalmente e sono provviste di due logge più o meno uguali. Le sacche polliniche hanno l'estremità inferiore a forma di freccia.[7]
- Gineceo: l'ovario è supero formato da due (o tre) carpelli ed è uniloculare; le placente sono due o quattro di tipo parietale, a volte unite al centro e portanti un numero molto elevato di ovuli. Lo stilo è del tipo filiforme; lo stigma è capitato o del tipo a 2 - 4 lobi ed è colorato di purpureo (raramente è giallo).
- Fioritura: da marzo a luglio.

### Frutti
Il frutto è una capsula loculicida a forma più o meno ovoidale. I semi, molti e minuti dalle dimensioni quasi microscopiche, contengono un embrione rudimentale indifferenziato e composto da poche cellule; sono colorati di nero.

## Riproduzione
- Impollinazione: l'impollinazione avviene tramite insetti (impollinazione entomogama).
- Riproduzione: la fecondazione avviene fondamentalmente tramite l'impollinazione dei fiori (vedi sopra).
- Dispersione: i semi cadendo a terra sono successivamente dispersi soprattutto da insetti tipo formiche (disseminazione mirmecoria).

## Biologia
Queste piante non contengono clorofilla per cui possiedono organi specifici per nutrirsi della linfa di altre piante. Le loro radici infatti sono provviste di uno o più austori connessi alle radici ospiti per ricavare sostanze nutritive. Inoltre il parassitismo di Orobanche minor è tale per cui anche i semi per germogliare hanno bisogno della presenza delle radici della pianta ospite; altrimenti le giovani piantine sono destinate ad una precoce degenerazione.
In genere questa specie è parassita dei comuni trifogli e altre leguminose.

## Distribuzione e habitat

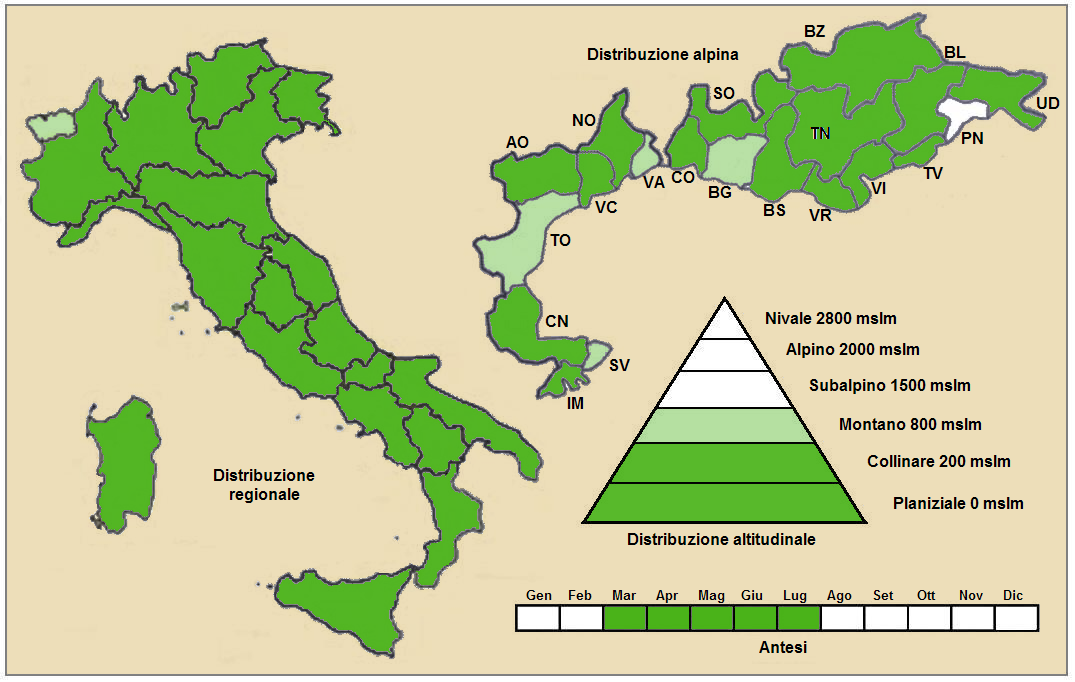
Distribuzione della pianta
(Distribuzione regionale – Distribuzione alpina)

- Geoelemento: il tipo corologico (area di origine) è Paleotemperato divenuto Subcosmopolita, ma anche Sud Europeo oppure Ovest Asiatico.
- Distribuzione: in Italia è una specie comune ed è presente su tutto il territorio. Nelle Alpi è presente sia sul versante sud (italiano) che quello nord. Sugli altri rilievi europei collegati alle Alpi si trova nel Massiccio del Giura, Massiccio Centrale, Pirenei, Alpi Dinariche, Monti Balcani e Carpazi.[9] Nel resto dell'Europa si trova soprattutto al Sud (compresa la Gran Bretagna). È presente anche in Transcaucasia, Anatolia, Asia mediterranea e Africa mediterranea.[13]
- Habitat: l'habitat tipico sono le zone dove sono presenti le specie ospiti (vedi il paragrafo "Biologia"); ma anche gli ambienti ruderali, le scarpate, i luoghi abbandonati e i prati e pascoli mesofili. Il substrato preferito è calcareo ma anche siliceo con pH basico, alti valori nutrizionali del terreno che deve essere secco.[9]
- Distribuzione altitudinale: sui rilievi queste piante si possono trovare fino a 1500 m s.l.m.; frequentano quindi i seguenti piani vegetazionali: collinare e in parte quello montano (oltre a quello planiziale – a livello del mare).

### Fitosociologia
Dal punto di vista fitosociologico Orobanche minor appartiene alla seguente comunità vegetale:
Formazione: delle comunità delle macro- e megaforbie terrestri
Classe: Molinio-Arrhenatheretea
Ordine: Arrhenatheretalia elatioris
Alleanza: Arrhenatherion elatioris

## Tassonomia
La famiglia di appartenenza della specie (Orobanchaceae) comprende soprattutto piante erbacee perenni e annuali semiparassite (ossia contengono ancora clorofilla a parte qualche genere completamente parassita) con uno o più austori connessi alle radici ospiti. È una famiglia abbastanza numerosa con circa 60 - 90 generi e oltre 1700 - 2000 specie (il numero dei generi e delle specie dipende dai vari metodi di classificazione) distribuiti in tutti i continenti.
La classificazione del genere Orobanche è problematica in quanto le varie specie differiscono una dall'altra per piccoli caratteri soprattutto nella forma del calice-corolla e per i vari colori delle parti floreali che presto tendono al bruno appena la pianta "entra" nel secco. Molte specie hanno una grande specificità dell'apparato radicale per cui una possibile distinzione è possibile tramite l'individuazione della pianta parassitata (vedi il paragrafo "Biologia").

### Filogenesi
Secondo una recente ricerca di tipo filogenetico la famiglia Orobanchaceae è composta da 6 cladi principali nidificati uno all'interno dell'altro. Il genere Orobanche si trova nel terzo clade (relativo alla tribù Orobancheae) insieme ai generi Boschniakia C. A. Mey. ex Bong. 1833, Cistanche Hoffmans. & Link 1809, Conopholis
Wallr.1825, Epifagus Nutt. 1818, Eremitilla Yatsk. & J. L. Contr., 2009, Kopsiopsis (Beck) Beck 1930, Mannagettaea Harry Sm.
1933. Orobanche è monofiletico e rappresenta il core del clade ed è “gruppo fratello” del genere Mannagettaea e quindi di tutto il resto del gruppo.
All'interno del genere Orobanche la specie Orobanche minor appartiene alla sezione Orobanche L. caratterizzata soprattutto dalla forma del calice a tre parti ossia quattro sepali saldati 2 a 2 tipo lacinie ben separate o collegate alla base, più una brattea. L'altra sezione presente in Italia (Trionychon Wallr.) è caratterizzata dal calice diviso in 5 parti: in posizione centrale è presente una brattea, mentre su entrambi i lati sono presenti una bratteola lineare e una lacinia calicina profondamente bifida.
Il numero cromosomico di O. crenata è: 2n = 38.

### Variabilità
Nell'ambito del genere Orobanche la specie Orobanche minor è relativamente variabile. I caratteri soggetti a variabilità sono tre:
- altezza della pianta: normalmente l'altezza varia da 10 a 15 cm, ma sono stati trovati individui alti fino a 60 cm;
- infiorescenza: la forma dell'infiorescenza, specialmente negli individui più alti, si presenta molto allungata e con fiori distanziati;
- corolla: la pubescenza della corolla è variabile.

### Sinonimi
Questa entità ha avuto nel tempo diverse nomenclature. L'elenco seguente indica alcuni tra i sinonimi più frequenti:
- Orobanche barbata Poiret
- Orobanche barbata var. crithmi-maritimi  (F.W.Schultz) Fiori
- Orobanche bovei  Reut.
- Orobanche concolor  Duby
- Orobanche crithmi  Bertol.
- Orobanche crithmi-maritimi  F. W. Schultz
- Orobanche euglossa  Rchb. f.
- Orobanche grisebachii  Reut.
- Orobanche hyalina  Reut.
- Orobanche litorea  Guss
- Orobanche livida  Freyn
- Orobanche maritima  Pugsley
- Orobanche minor subsp. bovei  (Reut.) J. A. Guim.
- Orobanche minor subsp. grisebachii  (Reut.) Nyman
- Orobanche minor subsp. salisii  (Reut.) Rouy
- Orobanche minor subsp. unicolor  (Boreau) Rouy
- Orobanche minor var. crithmi-maritimi  (F.W.Schultz) Bég.
- Orobanche nudiflora  Wallr.
- Orobanche palaestina  Reut.
- Orobanche pumila  Rchb. f.
- Orobanche pyrrha  Rchb. f.
- Orobanche salisii  Reut.
- Orobanche unicolor  Boreau

## Altre notizie
L'orobanche minore in altre lingue è chiamata nei seguenti modi:
- (DE)  Kleine Sommerwurz o Klee-Würger o Kleeteufel
- (FR)  Petite orobanche crénelée o Orobanche du trèfle
- (EN)  Common Broomrape